# Stelling van Hopf-Rinow
In de Riemann-meetkunde, een deelgebied van de wiskunde, staat de stelling van Hopf-Rinow voor een verzameling stellingen over de geodetische volledigheid van riemann-variëteiten. De stelling is vernoemd naar de Duitse wiskundige Heinz Hopf en diens student Willi Rinow.

## Formulering van de stelling
Laat {\displaystyle (M,g)} een samenhangende riemann-variëteit zijn. Dan zijn de volgende uitspraken equivalent:
1. De gesloten en begrensde deelverzamelingen van {\displaystyle M} zijn compact;
2. {\displaystyle M} is een volledige metrische ruimte;
3. {\displaystyle M} is geodetisch volledig; dat wil zeggen dat voor elke {\displaystyle p\in M}, de exponentiële afbeelding {\displaystyle \exp _{p}} wordt gedefinieerd op de gehele raakruimte {\displaystyle T_{p}M}.

Verder impliceert een van de bovenstaande formuleringen dat gegeven enige punten {\displaystyle p} en {\displaystyle q} in {\displaystyle M}, er een lengte bestaat die de geodeet die deze twee punten verbindt minimaliseert (geodeten zijn in het algemeen extrema en kunnen al of niet minima zijn).